# مبنى القاووش
مبنى القاووش هو مبنى تاريخي في مدينة الوجه بمنطقة تبوك شمال المملكة العربية السعودية.

## التاريخ
يعود بناء مبنى القاووش إلى أكثر من 200 عام في فترة مقاربة لبناء قلعة الوجه والتي تعود لسنة 1276 هـ الموافق 1859م حيث يقع المبنى بالمنطقة التاريخية من مدينة الوجه.